# Tightlacing
El tightlacing, corseting o entrenamiento de la cintura, como se lo conoce en Hispanoamérica, es el hábito o la práctica de usar un corsé permanentemente. Las personas que siguen esta tendencia son conocidas como «tightlacers y practicantes del tightlacing» y suelen usar el corsé durante más de veinte horas al día, lo que deriva en una modificación corporal. Esta práctica puede ser con fines estéticos o fetichistas.

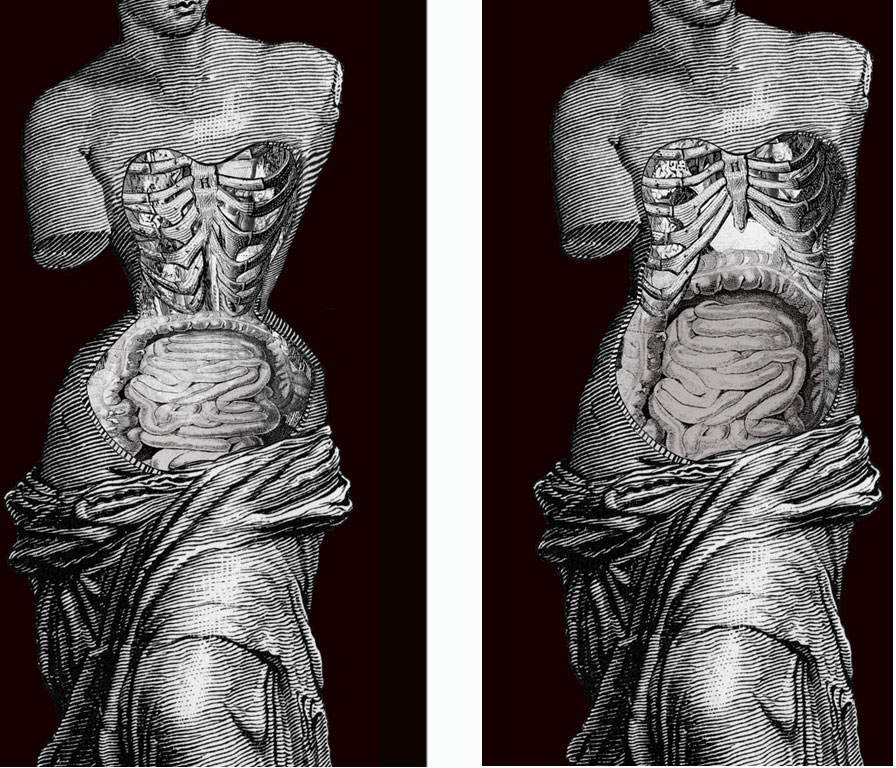
Efecto del Corsé en el cuerpo humano. Imagen del Museo Valenciano de Etnología.

La mayoría de especialistas coinciden en que el uso prolongado del corsé puede ocasionar graves problemas a la salud, algunos de los cuales pueden ser irreversibles. A las personas que practican este método se las suele comparar con un reloj de arena debido a la silueta del cuerpo, aunque otros son conocidos por tener la «cintura de avispa».
Entre las personalidades que practican el tightlacing destaca la actriz y modelo erótica Dita Von Teese, quien ha utilizado esta prenda desde los 18 años. Asimismo, la británica Ethel Granger posee el «récord de la cintura más estrecha», con una medida de 13 pulgadas (33 centímetros) y fue la imagen de la revista estadounidense Vogue en varias ocasiones. Otras modelos europeas como Ioana Spangenberg han sido fuertemente criticadas por su extrema delgadez y, según su propio testimonio, su cintura llegó a medir 15 pulgadas en la adolescencia. Mientras que la alemana Michele Köbke (aficionada a la moda victoriana) asegura que el tightlacing forma parte de su vida, a pesar de padecer atrofia muscular.

## Historia
En los años 1700 a. C., los corsés fueron usados por primera vez en la civilización minoica de Creta. Las mujeres utilizaban esta prenda de vestir para resaltar el cuerpo y levantar el busto. Sin embargo, en Grecia y Roma este tipo de sujetadores se usaban con el objetivo de «disminuir y ocultar el tamaño del busto». La moda también se extendió a Francia en el siglo XVI, aunque esta prenda la utilizaron mujeres con cinturas grandes durante tres siglos y medio; la gran mayoría sufrieron problemas físicos y «vivían con el diafragma oprimido».
Durante los años 1800 se realizaron distintos cambios en la estética del corsé. La francesa Herminie Cadolle fue una de las pioneras en el diseño del corsé de dos piezas conocido como Bien-être' (bienestar). Sin embargo, este nuevo modelo podía causar deformaciones en los órganos internos y producir otros problemas fisiológicos. Otros personajes como Olivia P. Flynt y Susan Taylor también crearon sus propios diseños, aunque Cadolle es considerada la «verdadera inventora» de los corsés con sujetadores.
En los siglos XVIII y XIX el tightlacing se practicó de una manera mucho más informal de lo que se cree. Solo unas pocas mujeres de la alta sociedad se dedicaron a la práctica por decisión personal, y fueron a menudo criticadas por distintos sectores médicos y religiosos. La gran mayoría de las mujeres de todos los niveles sociales llevaba un corsé pero no tan ceñido al cuerpo, estaba catalogado como una prenda de vestir ligera y común para la época.
A pesar de todos los esfuerzos que se hicieron para dejar de confeccionar estas prendas y las advertencias de los médicos, las mujeres persistieron en la práctica del tightlacing. Aun así la moda cambió en los años 1900 y surgieron nuevos diseñadores que confeccionaron vestidos y ropa más suelta, con el fin de excluir definitivamente el corsé. Paul Poiret fue uno de los máximos exponentes de la moda, liberó a la mujer del corsé más allá de las «costumbres sociales y la tradición» y definió un nuevo estilo. Varios expertos en moda y críticos le consideraron un revolucionario de la moda.
El tightlacing se practica en Norteamérica, principalmente en los Estados Unidos, y ha permanecido en varios países de Europa, entre ellos, Alemania.

## Efectos
Una rutina típica de entrenamiento comienza con el uso de un corsé bien ajustado que puede disminuir y graduar la circunferencia de la cintura. Si el corsé se ajusta demasiado podría causar problemas como malestar y, a corto plazo, dificultad para respirar, sensaciones de desmayo e indigestión. Las denominadas tightlacers también se exponen a deformaciones musculares y desviaciones de la columna, enfermedades cutáneas por el uso prolongado y excesivo, problemas en los pulmones por la ausencia de oxígeno que deriva en una hiperventilación y varios relacionados con el flujo sanguíneo que pueden desembocar en una embolia pulmonar. La prenda de vestir también se puede ver afectada por el mal uso, cuando se aprieta de forma brusca o se ajusta rápidamente.
El efecto primario del tightlacing es la disminución del tamaño de la cintura. La más pequeña que se haya registrado es la de Ethel Granger, quien practicó el tightlacing durante la mayor parte de su vida y logró reducir la cintura a 13 pulgadas (33 centímetros). La disminución dependerá de la contextura y fisiología de la persona; una mujer con gran cantidad de grasa corporal necesitará más tiempo para obtener los resultados. Depende del uso y la contextura, la persona podrá reducir varios centímetros.
Usar un corsé por un período muy extenso de tiempo puede dar lugar a la atrofia muscular y dolores en la espalda; los músculos pectorales también se debilitan. Por otra parte, la compresión del estómago reduce su volumen, por lo que ingerir altas cantidades de alimento puede provocar indigestión y acidez. Usar el corsé fuertemente también provoca la compresión de los intestinos y causar problemas de estreñimiento que normalmente se resuelven después del retiro. Las personas que practican el tightlacing se someten a dietas estrictas con el fin de evitar estos problemas.
En la época victoriana, los médicos creían que usar un corsé apretadamente también originaba problemas en el útero, debido a la inactividad de los músculos del abdomen. Sin embargo, esta creencia no estaba fundamentada en evidencias reales y era poco probable que el útero sufriera por la práctica del tightlacing. Otros creían que las mujeres padecían constantemente de dolores en la cabeza y espalda, debilitamiento de los ligamentos, incapacidad para moverse y caminar y trastornos menstruales.

## Crítica
Esta tendencia es criticada por médicos, modistas y periodistas basados en los potenciales riesgos a la salud. La periodista y escritora Rebecca Harrington, quién trabaja para el periódico neoyorquino The New York Times afirmó que esta prenda de vestir oprime tanto la cintura que la persona puede quedar sin aire. Ludovic O’Followell, un profesional de la salud también afirmó que el uso constante del corsé «puede perjudicar los pulmones y dificultar la respiración» y aseguró que otras partes del cuerpo como la columna vertebral podrían afectarse.
Otros especialistas coinciden en que el uso permanente del corsé puede ocasionar problemas graves e irreversibles, como el desarrollo del «síndrome de dolor neuropático», síndrome metabólico y otras afecciones crónicas relacionadas con el sistema nervioso.
Los estudios y las opiniones de universidades y especialistas de diferentes campos de la medicina aseguran que los órganos internos sufren una alteración, producto de la presión ejercida por el corsé durante largos períodos. También critican la denominada dieta del corsé y otros relacionan la tendencia con enfermedades mentales y trastornos psicológicos que pueden ser perjudiciales para la salud.

## Notablestightlacers

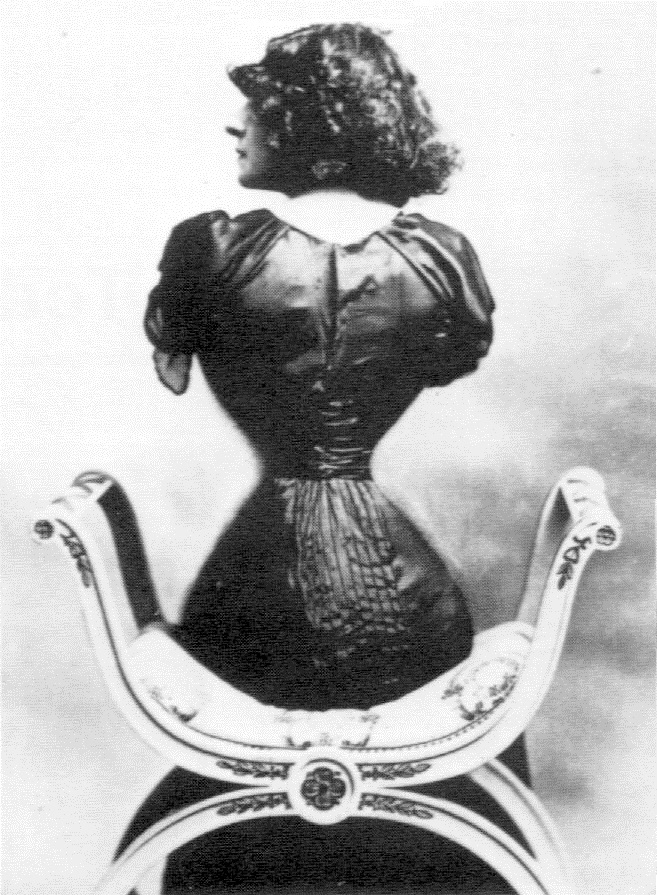
La actriz y cantante Polaire con la silueta de un reloj de arena.

- Dita Von Teese. Su cintura mide 16,5 pulgadas, el equivalente a 42 centímetros.[27] Desde muy adolescente sintió fascinación por el cine clásico, la lencería y la moda retro. Ha trabajado en la industria pornográfica y posado para las revistas Playboy y Bizarre. Fue esposa del cantante estadounidense Marilyn Manson.
- Cathie Jung. Aficionada a la moda victoriana con 38 centímetros de cintura. Posee el récord Guinness «como la mujer con la cintura más pequeña del mundo». Comenzó con esta práctica en 1983 y desde entonces permaneció con el corsé durante 20 años.[28] Suele llamarse a menudo como la reina del corsé.
- Polaire. Fue una cantante y actriz francesa. Utilizaba el corsé permanentemente y esto le ayudó a reducir su cintura, que llegó a ser de 14 pulgadas (35,5 centímetros).[29] También se diferenciaba de las demás mujeres de la época por el gran tamaño de su busto, y por su extravagante forma de ser y vestir.
- Ethel Granger. Mujer con la cintura más pequeña que se haya registrado, con 13 pulgadas (33 centímetros). Fue portada de la revista Vogue en varias ocasiones.[20] También era aficionada a los pírsines y la revista Vogue (edición italiana) le rindió un homenaje en 2011 por ser la mujer con la cintura más pequeña de la historia.[30]
- Michele Köbke. Es una alemana fanática de la moda victoriana. Ha utilizado esta prenda de vestir por varios años y según su propio testimonio, sufre de dolores en la espalda y el abdomen; su objetivo es llegar a reducir su cintura hasta los 38 centímetros. En 2013, la medida de su cintura se redujo hasta los 40 centímetros.[31]